# أنسيلمو مولر
أنسيلمو مولر (بالبرتغالية: Anselmo Müller‏) هو كاهن كاثوليكي برازيلي، ولد في 22 فبراير 1932 في سانتا كروز دو سول في البرازيل، وتوفي في 24 مارس 2011 بسبب السكري.